# TOP-Assay
Der TOP-Assay (engl.: Total Oxidizable Precursor) ist eine 2012 entwickelte Labormethode, die (unbekannte) Vorläuferverbindungen von per- und polyfluorierten Alkylverbindungen (PFAS) oxidativ in Perfluorcarbonsäuren (PFCA) umwandelt. Dadurch ist eine Quantifizierung möglich. Eingesetzt wird Kaliumperoxodisulfat. Mittels dieses Summenparameters kann durch einen Vergleich der unbehandelten und behandelten Probe die vorhandene Konzentration an Vorläuferverbindungen ermittelt werden.

Beispiele der Oxidation von polyfluorierten Verbindungen (von oben nach unten: 6:2-FTOH, 6:2-FTS, 6:2-FTAB, 6:2-diPAP) zu Perfluorcarbonsäuren mittels TOP-Assay

## Anwendungen
Zum Einsatz kommt diese Methode beispielsweise bei der Analyse von Schaumlöschmitteln (AFFF), Textilien oder Wasserproben. Auch Blutserum kann auf diese Weise analysiert werden.
Neutrale, anionische und kationische Vorläuferverbindungen können mithilfe der 2025 veröffentlichten Erweiterung der Methode unterschieden werden.
Neben Fluortelomerverbindungen sind beispielsweise auch Wasserstoff-substitierte Perfluorsulfonsäuren (Hn-PFSA) per TOP-Assay oxidierbar. Stabil sind hingegen gesättigte und ungesättigte Perfluorsulfonsäuren und Perfluoralkylethersulfonsäuren.